# Partido Comunista de Escocia
El Partido Comunista de Escocia (CPS en sus siglas en inglés, y Pàrtaidh Co-Mhaoineach na h-Alba en idioma escocés), fue fundado en 1991, tras el colapso del Partido Comunista de Gran Bretaña debido a su adecuamiento al pensamiento de la Nueva Izquierda.
Muchos comunistas es Escocia en este momento se mostraron contrarios a la decisión tomada por el partido, y esto motivó la fundación del CPS, en lo que sería su sede central en Glasgow. Unos 280 militantes del PCGB se unieron a la nueva formación, incluyendo a Mike McGahey, miembro destacado del sindicato National Union of Mineworkers, minero de profesión y muy activo en las luchas sindicales de los 70 y 80. El secretario general del extinto partido, Gordon McLennan también se afilió al nuevo proyecto.
Su secretario general actual es Eric Canning. El CPS no se presenta a elecciones, pero recientemente ha pedido el voto para el Partido Socialista escocés. Apoya el nacionalismo escocés, y participaron en la campaña en pro de un referéndum secesionista en Escocia. 

## Artículos
- Perspectives for Scotland
- CPS support for Scottish independence
- Voices for Scotish independence

- Datos: Q5694967